# 日テレ系音楽の祭典ベストアーティスト2022
『日テレ系音楽の祭典 ベストアーティスト 2022』（にっテレけいおんがくのさいてん　ベストアーティスト2022）は、日本テレビ系列で2022年12月3日 19:00 - 22:54（JST）に生放送された通算22回目の『日テレ系音楽の祭典 ベストアーティスト』。

## 概要
2022年11月17日に放送が発表された。総合司会は前年に引き続き櫻井翔が、司会は羽鳥慎一、バカリズム、市來玲奈（日本テレビアナウンサー）が務めた。
12月の放送は2010年の第10回以来12年ぶりで、土曜日に実施されるのは番組史上初となった。
また、放送当日の16:25 - 17:00には『ベストアーティスト2022 夜まで待てないスペシャル』と題した事前番組が放送され、番組の見どころ紹介や、本編にも出演するアーティストの生歌唱が行われた。

## 出演者

### 総合司会
- 櫻井翔

### 司会進行
- 羽鳥慎一
- 市來玲奈（日本テレビアナウンサー）

### NEXTゲートMC
- バカリズム

### 出演アーティスト
- Ado[注 2][注 3]
- AKB48
- A.B.C-Z
- STU48
- &TEAM
- KAT-TUN
- Gaho
- 関ジャニ∞[注 4]
- Kis-My-Ft2
- KinKi Kids[注 5]
- King & Prince
- 櫻坂46
- THE RAMPAGE from EXILE TRIBE
- ジェジュン
- SixTONES
- Stray Kids
- SEKAI NO OWARI
- Sexy Zone[注 6]
- SEVENTEEN
- Da-iCE
- 中川大志[注 7]
- 中島美嘉
- なにわ男子
- NiziU
- 乃木坂46
- Perfume
- THE BEAT GARDEN
- BE:FIRST
- 美炎-BIEN-
- 日向坂46
- FANTASTICS from EXILE TRIBE
- 福山雅治
- ブラックビスケッツ
- Hey! Say! JUMP
- ポルノグラフィティ
- MISIA
- 宮本浩次
- ゆず
- 緑黄色社会
- LE SSERAFIM

- うち太字は『第73回NHK紅白歌合戦』にも出場のアーティスト。

- 当初はKing Gnuも出演予定だったが、メンバーの井口理の体調不良により出演取りやめとなった[5]。

### ゲスト
- 清原果耶
- 小芝風花
- 志田未来
- 奈緒

## セットリスト
は事前収録、 は過去の映像等のVTR
| 曲順 | アーティスト                 | 楽曲                       |
| ---- | ---------------------------- | -------------------------- |
| 1    | King & Prince                | ichiban                    |
| 2    | NiziU                        | CLAP CLAP                  |
| 3    | Da-iCE                       | スターマイン               |
| 4    | なにわ男子                   | 初心LOVE                   |
| 5    | なにわ男子                   | ハッピーサプライズ         |
| 6    | ポルノグラフィティ           | Zombies are standing out   |
| 7    | 櫻坂46                       | 摩擦係数                   |
| 8    | Kis-My-Ft2                   | 想花                       |
| 9    | 日向坂46                     | 月と星が踊るMidnight       |
| 10   | THE RAMPAGE from EXILE TRIBE | THE POWER                  |
| 11   | 緑黄色社会                   | ミチヲユケ                 |
| 12   | ジェジュン                   | 真夜中のドア〜Stay With Me |
| 13   | Gaho × THE BEAT GARDEN       | Start Over                 |
| 14   | STU48                        | 花は誰のもの?              |
| 15   | &TEAM                        | Under the skin             |
| 16   | SEKAI NO OWARI               | Habit                      |
| 17   | 宮本浩次                     | 飾りじゃないのよ涙は       |
| 18   | A.B.C-Z                      | Za ABC〜5stars〜           |
| 19   | A.B.C-Z                      | Graceful Runner            |
| 20   | NiziU                        | Blue Moon                  |
| 21   | SEVENTEEN                    | DREAM                      |
| 22   | KinKi Kids                   | ボクの背中には羽根がある   |
| 23   | KinKi Kids                   | 硝子の少年                 |
| 24   | KinKi Kids                   | Amazing Love               |
| 25   | BE:FIRST                     | Bye-Good-Bye               |
| 26   | Ado                          | 新時代（スペシャルMV）     |
| 27   | King & Prince                | TraceTrace                 |
| 28   | 乃木坂46                     | シンクロニシティ           |
| 29   | 乃木坂46                     | ここにはないもの           |
| 30   | ブラックビスケッツ           | Timing                     |
| 31   | ブラックビスケッツ           | STAMINA                    |
| 32   | ブラックビスケッツ           | Timing                     |
| 33   | MISIA                        | 君の願いが世界を輝かす     |
| 34   | Sexy Zone                    | Forever Gold               |
| 35   | SixTONES                     | ふたり                     |
| 36   | LE SSERAFIM                  | ANTIFRAGILE                |
| 37   | KAT-TUN                      | ゼロからイチへ             |
| 38   | Stray Kids                   | MANIAC -Japanese ver.-     |
| 39   | Hey! Say! JUMP               | ウィークエンダー           |
| 40   | Hey! Say! JUMP               | Come On A My House         |
| 41   | Hey! Say! JUMP               | サンダーソニア             |
| 42   | 美炎-BIEN-                   | 鼻吹雪                     |
| 43   | 大塚愛                       | さくらんぼ                 |
| 44   | O-Zone                       | 恋のマイアヒ               |
| 45   | 中島美嘉                     | GLAMOROUS SKY              |
| 46   | Sexy Zone                    | 青春アミーゴ               |
| 47   | レミオロメン                 | 粉雪                       |
| 48   | KAT-TUN                      | Real Face                  |
| 49   | 絢香×コブクロ                | WINDING ROAD               |
| 50   | 西野カナ                     | 会いたくて 会いたくて      |
| 51   | KARA                         | GO GO サマー!              |
| 52   | AKB48                        | フライングゲット           |
| 53   | FANTASTICS from EXILE TRIBE  | Choo Choo TRAIN            |
| 54   | Perfume                      | Spinning World             |
| 55   | King Gnu                     | 白日                       |
| 56   | 関ジャニ∞                    | 愛でした。                 |
| 57   | 福山雅治                     | 妖                         |
| 58   | ゆず×中川大志                | サヨナラバス               |
| 59   | ゆず                         | RAKUEN                     |

## ネット局
| 放送対象地域   | 放送局                    | 系列                          | 放送時間                         | ネット状況 |
| -------------- | ------------------------- | ----------------------------- | -------------------------------- | ---------- |
| 関東広域圏     | 日本テレビ（NTV）         | 日本テレビ系列                | 2022年12月3日（土）19:00 - 22:54 | 【制作局】 |
| 北海道         | 札幌テレビ（STV）         | 日本テレビ系列                | 2022年12月3日（土）19:00 - 22:54 | 同時ネット |
| 青森県         | 青森放送（RAB）           | 日本テレビ系列                | 2022年12月3日（土）19:00 - 22:54 | 同時ネット |
| 岩手県         | テレビ岩手（TVI）         | 日本テレビ系列                | 2022年12月3日（土）19:00 - 22:54 | 同時ネット |
| 宮城県         | ミヤギテレビ（MMT）       | 日本テレビ系列                | 2022年12月3日（土）19:00 - 22:54 | 同時ネット |
| 秋田県         | 秋田放送（ABS）           | 日本テレビ系列                | 2022年12月3日（土）19:00 - 22:54 | 同時ネット |
| 山形県         | 山形放送（YBC）           | 日本テレビ系列                | 2022年12月3日（土）19:00 - 22:54 | 同時ネット |
| 福島県         | 福島中央テレビ（FCT）     | 日本テレビ系列                | 2022年12月3日（土）19:00 - 22:54 | 同時ネット |
| 新潟県         | テレビ新潟（TeNY）        | 日本テレビ系列                | 2022年12月3日（土）19:00 - 22:54 | 同時ネット |
| 長野県         | テレビ信州（TSB）         | 日本テレビ系列                | 2022年12月3日（土）19:00 - 22:54 | 同時ネット |
| 山梨県         | 山梨放送（YBS）           | 日本テレビ系列                | 2022年12月3日（土）19:00 - 22:54 | 同時ネット |
| 静岡県         | 静岡第一テレビ（SDT）     | 日本テレビ系列                | 2022年12月3日（土）19:00 - 22:54 | 同時ネット |
| 中京広域圏     | 中京テレビ（CTV）         | 日本テレビ系列                | 2022年12月3日（土）19:00 - 22:54 | 同時ネット |
| 富山県         | 北日本放送（KNB）         | 日本テレビ系列                | 2022年12月3日（土）19:00 - 22:54 | 同時ネット |
| 石川県         | テレビ金沢（KTK）         | 日本テレビ系列                | 2022年12月3日（土）19:00 - 22:54 | 同時ネット |
| 福井県         | 福井放送（FBC）           | 日本テレビ系列                | 2022年12月3日（土）19:00 - 22:54 | 同時ネット |
| 近畿広域圏     | 読売テレビ（ytv）         | 日本テレビ系列                | 2022年12月3日（土）19:00 - 22:54 | 同時ネット |
| 鳥取県・島根県 | 日本海テレビ（NKT）       | 日本テレビ系列                | 2022年12月3日（土）19:00 - 22:54 | 同時ネット |
| 広島県         | 広島テレビ（HTV）         | 日本テレビ系列                | 2022年12月3日（土）19:00 - 22:54 | 同時ネット |
| 山口県         | 山口放送（KRY）           | 日本テレビ系列                | 2022年12月3日（土）19:00 - 22:54 | 同時ネット |
| 徳島県         | 四国放送（JRT）           | 日本テレビ系列                | 2022年12月3日（土）19:00 - 22:54 | 同時ネット |
| 香川県・岡山県 | 西日本放送（RNC）         | 日本テレビ系列                | 2022年12月3日（土）19:00 - 22:54 | 同時ネット |
| 愛媛県         | 南海放送（RNB）           | 日本テレビ系列                | 2022年12月3日（土）19:00 - 22:54 | 同時ネット |
| 高知県         | 高知放送（RKC）           | 日本テレビ系列                | 2022年12月3日（土）19:00 - 22:54 | 同時ネット |
| 福岡県         | 福岡放送（FBS）           | 日本テレビ系列                | 2022年12月3日（土）19:00 - 22:54 | 同時ネット |
| 長崎県         | 長崎国際テレビ（NIB）     | 日本テレビ系列                | 2022年12月3日（土）19:00 - 22:54 | 同時ネット |
| 熊本県         | くまもと県民テレビ（KKT） | 日本テレビ系列                | 2022年12月3日（土）19:00 - 22:54 | 同時ネット |
| 大分県         | テレビ大分（TOS）         | 日本テレビ系列 フジテレビ系列 | 2022年12月3日（土）19:00 - 22:54 | 同時ネット |
| 鹿児島県       | 鹿児島読売テレビ（KYT）   | 日本テレビ系列                | 2022年12月3日（土）19:00 - 22:54 | 同時ネット |

## スタッフ
- 技術統括：川合亮
- 美術統括：大川明子
- 美術プロデューサー：山本澄子
- 総合TD：鈴木昭博
- デジタルコンテンツ展開：藤澤美郷、雲川静佳

汐留本社 SVサブ
- ベストポイントディレクター：豊永満、諏訪裕紀、出野皓平、正寶奈都貴、劉子毓
- ディレクター：中川ゆりや、後藤喬之
- 演出：渡辺春佳
- プロデューサー：上田崇博

全体
- 美術・技術協力：中京テレビ、NiTRO、日テレアート、TACT、エス・アイ・エス、共立ライティング、テルミック、テックトラスト、三響社、中央宣伝企画、ヤマモリ、コマデン
- 制作協力：AX-ON、オフィス・ケーアール、ゴットキッズ、モスキート、アガサス
- 運営：光岡裕子、脇阪真琴、山崎李奈、甲斐主規
- 放送作家：桜井慎一、桝本壮志、藤井靖大
- PRプロデューサー：柏原萌人、傅克文
- TK：桜井えみこ、田中彩
- デスク：小原麻実
- SW：吉田健治
- カメラ：大庭茂嗣
- 音声：原秀彰
- 番町スタジオプロデューサー：宮崎慶洋、國谷茉莉、一色彩加、前田直敬、沢田健介、本橋武夫、吉田一浩、高橋正昭、山崎みみ
- 演出補：西山由比、大戸絵里加、椛島玉淑、太田萌夏、村岡美里、土田満春、則武有希子、安達裕美、松本亜弓、鈴木千香、岡本さやか
- FM：加藤健太、糸賀綾香、小手川由莉、文元麻由奈
- 制作進行：斎藤寿
- AP：橋本隆、山崎佑里子、和田裕子、大塚明、北村桃子、阿比留ほのほ
- ディレクター：徳永清孝、阿部聡、錦織信彦、安達穣史、庄司名衣、稲元雅俊、松本匡(臣)貴、橋村和幸、中村文彦、廣瀬隆太郎、佐々木万由子、萩原哲也、田中もも、町田有、山本ゆかり
- プロデューサー：岩崎小夜子、貝山京子、森下典子、比嘉智樹
- 総合演出：渡邉友一郎
- 総合プロデューサー：河野雄平
- チーフプロデューサー：江成真二
- 製作著作：日本テレビ

## 関連番組
- 全国ご当地ニュースバラエティー SHOWチャンネル

当番組の総合司会を務める櫻井翔と進行を務める羽鳥慎一がレギュラー出演しているバラエティ番組。
- バズリズム02

当番組の進行を務めるバカリズムと市來玲奈がレギュラー出演している音楽番組。
- ウッチャンナンチャンのウリナリ!!

1996 - 2002年の間放送されていた同局制作のバラエティ番組。出場アーティストのブラックビスケッツはこの番組から派生したユニットであり、番組最終回以来、20年8ヶ月ぶりの歌唱復活となる。
- 水曜ドラマ・ファーストペンギン!

ゲストの奈緒と志田未来が出演し、主題歌を緑黄色社会が担当。
- 日曜ドラマ・invert 城塚翡翠 倒叙集

ゲストの清原果耶と小芝風花が出演し、主題歌を福山雅治が担当。